# Baruyu Sibohou
Baruyu Sibohou is een bestuurslaag in het regentschap Nias Selatan van de provincie Noord-Sumatra, Indonesië. Baruyu Sibohou telt 391 inwoners (volkstelling 2010).